# Motti statali degli Stati Uniti d'America
Gli Stati Uniti d'America sono una repubblica federale composta da 50 stati e un distretto federale: tutti e 50 gli stati hanno un motto, così come il Distretto di Columbia e tre territori. Il motto è spesso presente sugli stemmi degli stati stessi o sulle loro bandiere. Nel corso del programma 50 State Quarters, iniziato nel 1999, sono state coniate monete commemorative del valore di 25 centesimi di dollaro per ogni stato, e molti motti sono stati incisi sulle monete.
Spesso i motti rispecchiano le principali caratteristiche storiche, culturali, geografiche o economiche dello stato, e svolgono un'importante funzione comunicativa e identificativa. Alcuni stati hanno adottato ufficialmente il motto attraverso leggi, mentre in altri casi esso è presente solo sugli stemmi.

## Lista dei motti
| Stato o territorio    | Motto                                                                                 | Traduzione inglese                                       | Traduzione italiana                                                                                 | Data adozione                   | Nota                 |
| --------------------- | ------------------------------------------------------------------------------------- | -------------------------------------------------------- | --------------------------------------------------------------------------------------------------- | ------------------------------- | -------------------- |
| Alabama               | Audemus jura nostra defendere                                                         | We dare defend our rights!                               | Osiamo difendere i nostri diritti!                                                                  | 1923                            | [ 1 ]                |
| Alaska                | North to the future                                                                   | —                                                        | A nord verso il futuro                                                                              | 1967                            | [ 2 ]                |
| Arizona               | Ditat Deus                                                                            | God enriches                                             | Dio arricchisce                                                                                     | 1863                            | [ 3 ] [ 4 ]          |
| Arkansas              | Regnat populus                                                                        | The people rule                                          | Il popolo è sovrano                                                                                 | 1907                            | [ 5 ]                |
| California            | Eureka (Εὕρηκα)                                                                       | I have found it                                          | Ho trovato                                                                                          | 1849                            | [ 6 ]                |
| Carolina del Nord     | Esse quam videri                                                                      | To be, rather than to seem                               | Essere piuttosto che sembrare                                                                       | 1893                            | [ 7 ]                |
| Carolina del Sud      | Dum spiro spero Animis opibusque parati                                               | While I breathe, I hope Ready in soul and resource       | Finché respiro, spero Pronto nello spirito e nelle risorse                                          | 22 maggio 1777                  | [ 8 ]                |
| Colorado              | Nil sine numine                                                                       | Nothing without providence                               | Niente senza la provvidenza                                                                         | 6 novembre 1861                 | [ 9 ]                |
| Connecticut           | Qui transtulit sustinet                                                               | He who transplanted sustains                             | Ciò che è stato piantato continua a sostenersi                                                      | 9 ottobre 1662                  | [ 10 ]               |
| Dakota del Nord       | Liberty and union, now and forever, one and inseparable Serit ut alteri saeclo prosit | — One sows for the benefit of another age                | Libertà e unione, ora e per sempre, uno e inseparabile Seminare per il benessere di un tempo futuro | 3 gennaio 1863 11 marzo 2011    | [ 11 ] [ 12 ] [ 13 ] |
| Dakota del Sud        | Under God the people rule                                                             | —                                                        | Sotto Dio il popolo è sovrano                                                                       | 1885                            | [ 14 ]               |
| Delaware              | Liberty and Independence                                                              | —                                                        | Libertà e indipendenza                                                                              | 1847                            | [ 15 ]               |
| Distretto di Columbia | Justitia Omnibus                                                                      | Justice for All                                          | Giustizia per tutti                                                                                 | 3 agosto 1871                   | [ 16 ]               |
| Florida               | In God We Trust                                                                       | —                                                        | In Dio noi confidiamo                                                                               | 1868                            | [ 17 ]               |
| Georgia               | Wisdom, Justice, Moderation                                                           | —                                                        | Saggezza, Giustizia, Moderazione                                                                    | 1798                            | [ 18 ] [ 19 ]        |
| Hawaii                | Ua mau ke ea o ka ʻāina i ka pono                                                     | The life of the land is perpetuated in righteousness.    | La vita della terra viene perpetuata nella giustizia                                                | 31 luglio 1843                  | [ 20 ] [ 21 ]        |
| Idaho                 | Esto perpetua                                                                         | Let it be perpetual                                      | Fa' sì che esso sia perenne                                                                         | 1890                            | [ 22 ]               |
| Illinois              | State sovereignty, national union                                                     | —                                                        | Sovranità statale, unità nazionale                                                                  | 1819                            | [ 23 ]               |
| Indiana               | The Crossroads of America                                                             | —                                                        | Il Crocevia d'America                                                                               | 1937                            | [ 24 ]               |
| Iowa                  | Our liberties we prize and our rights we will maintain                                | —                                                        | Onoriamo le nostre libertà e difenderemo i nostri diritti                                           | 1847                            | [ 25 ]               |
| Kansas                | Ad astra per aspera                                                                   | To the stars through difficulties                        | Attraverso le asperità sino alle stelle                                                             | 1861                            | [ 26 ]               |
| Kentucky              | United we stand, divided we fall Deo gratiam habeamus                                 | Let us be grateful to God                                | Uniti sopravviviamo, separati cadiamo Fa' sì che possiamo essere grati a Dio                        | 1942 2002                       | [ 27 ]               |
| Louisiana             | Union, justice, confidence                                                            | —                                                        | Unione, giustizia, fiducia                                                                          | 1902                            | [ 28 ]               |
| Maine                 | Dirigo                                                                                | I lead                                                   | Guido                                                                                               | 1820                            | [ 29 ]               |
| Maryland              | Fatti maschii, parole femine                                                          | Manly deeds, womanly words                               | Fatti maschili, parole femminili                                                                    | 1874                            | [ 30 ] [ 31 ]        |
| Massachusetts         | Ense petit placidam sub libertate quietem                                             | By the sword we seek peace, but peace only under liberty | Attraverso la spada cerchiamo la pace, ma pace solo sotto libertà                                   | 1775                            | [ 32 ]               |
| Michigan              | Si quaeris peninsulam amoenam circumspice                                             | If you seek a pleasant peninsula, look about you         | Se cerchi un'incantevole penisola, guardati intorno                                                 | 2 giugno 1835                   | [ 33 ] [ 34 ]        |
| Minnesota             | L'étoile du Nord                                                                      | The star of the North                                    | La stella del nord                                                                                  | 1861                            | [ 35 ]               |
| Mississippi           | Virtute et armis                                                                      | By valor and arms                                        | Attraverso valore e armi                                                                            | 7 febbraio 1894                 | [ 36 ]               |
| Missouri              | Salus populi suprema lex esto                                                         | Let the welfare of the people be the supreme law         | La legge suprema sia il benessere della popolazione                                                 | 11 gennaio 1822                 | [ 37 ]               |
| Montana               | Oro y plata                                                                           | Gold and silver                                          | Oro e argento                                                                                       | 9 febbraio 1865                 | [ 38 ]               |
| Nebraska              | Equality before the law                                                               | —                                                        | Eguali di fronte alla legge                                                                         | 1867                            | [ 39 ]               |
| Nevada                | All For Our Country                                                                   | —                                                        | Tutto per il nostro Paese                                                                           | 24 febbraio 1866                | [ 40 ]               |
| New Hampshire         | Live Free or Die                                                                      | —                                                        | Vivere liberi o morire                                                                              | 1945                            | [ 41 ]               |
| New Jersey            | Liberty and prosperity                                                                | —                                                        | Libertà e prosperità                                                                                | 26 marzo 1928                   | [ 42 ]               |
| New Mexico            | Crescit eundo                                                                         | It grows as it goes                                      | Cresce con l'andare                                                                                 | 1887                            | [ 43 ]               |
| New York              | Excelsior                                                                             | Ever upward                                              | Più in alto                                                                                         | 1778                            | [ 44 ]               |
| Ohio                  | With God, all things are possible                                                     | —                                                        | Con Dio, tutte le cose sono possibili                                                               | 1 ottobre 1959                  | [ 45 ]               |
| Oklahoma              | Labor omnia vincit                                                                    | Labor conquers all things                                | Il lavoro vince tutte le cose                                                                       | 10 marzo 1893                   | [ 46 ]               |
| Oregon                | Alis volat propriis                                                                   | She flies with her own wings                             | Vola con le proprie ali                                                                             | 1854                            | [ 47 ]               |
| Pennsylvania          | Virtue, liberty, and independence                                                     | —                                                        | Virtù, libertà, e indipendenza                                                                      | 1875                            | [ 48 ]               |
| Rhode Island          | Hope                                                                                  | —                                                        | Speranza                                                                                            | 4 maggio 1664                   | [ 49 ]               |
| Tennessee             | Agriculture and Commerce                                                              | —                                                        | Agricoltura e commercio                                                                             | 24 maggio 1802                  | [ 50 ]               |
| Texas                 | Friendship                                                                            | —                                                        | Amicizia                                                                                            | 1930                            | [ 51 ]               |
| Utah                  | Industry                                                                              |                                                          | Industria                                                                                           | 3 maggio 1896                   | [ 52 ]               |
| Vermont               | Freedom and Unity Stella quarta decima fulgeat                                        | May the fourteenth star shine bright                     | Libertà e unità Fa' sì che la quattordicesima stella brilli intensamente                            | 20 febbraio 1779 10 aprile 2015 | [ 53 ] [ 54 ] [ 55 ] |
| Virginia              | Sic semper tyrannis                                                                   | Thus always to tyrants                                   | Così sempre ai tiranni                                                                              | 1776                            | [ 56 ]               |
| Virginia Occidentale  | Montani semper liberi                                                                 | Mountaineers are always free                             | Gli uomini di montagna sono sempre liberi                                                           | 26 settembre 1863               | [ 57 ]               |
| Washington            | Al-ki or Alki                                                                         | Bye and bye                                              | Nel futuro                                                                                          | —                               | [ 58 ]               |
| Wisconsin             | Forward                                                                               | —                                                        | Avanti                                                                                              | 1851                            | [ 59 ]               |
| Wyoming               | Equal Rights                                                                          | —                                                        | Uguali diritti                                                                                      | 1893                            | [ 60 ]               |

Stemma della California, contenente il motto Eureka.
Stemma dell'Iowa, contenente il motto Our liberties we prize and our rights we will maintain.
Sigillo delle Hawaii, contenente il motto Ua Mau ke Ea o ka ʻĀina i ka Pono.
Stemma del Minnesota, contenente il motto L'étoile du Nord.
Stemma del Colorado, contenente il motto Nil sine numine.
Stemma del Delaware, contenente il motto Liberty and Independence.
Stemma dell'Illinois, contenente il motto State sovereignty, national union.
Stemma del Dakota del Sud, contenente il motto Under God the people rule.
Stemma della Virginia Occidentale, contenente il motto Montani semper liberi.
Stemma della Florida, contenente il motto In God we trust.
Stemma dell'Idaho, contenente il motto Esto perpetua.
Stemma del New York, contenente il motto Excelsior.